# Feskekôrka
Feskekörka (švedsko: [ˈfɛ̂sːkɛˌɕœrːka]; standardno: Fiskkyrkan, 'ribja cerkev', tudi Feskekôrka) je stavba v Göteborgu na Švedskem, v kateri je bila nekoč pokrita ribarnica. Ime je dobila po podobnosti stavbe z neogotsko cerkvijo. Odprta je bila 1. novembra 1874, zasnoval pa jo je mestni arhitekt Victor von Gegerfelt. Feskekörka je institucija v Göteborgu in turistična atrakcija, v kateri se odvija ena najstarejših mestnih obrti, ribolov.
Poleg ribarnice je bila v stavbi tudi restavracija z ribami in morskimi sadeži. Feskekörka je bila več let v prenovi, ki se je začela leta 2021. Zdaj v stavbi živi en sam stanovalec, ki posluje kot gostinski obrat.

## Zgodovina

### Ozadje
Najstarejša ribja tržnica je bila na Lilla Torget, kjer je bil tudi večji splav, Fiskebryggan. Leta 1671 so podjetje in splav preselili v Stora Bommen, kasneje pa v Stora Hamnkanalen, na pomolu blizu Stora Torget (danes Gustav Adolfs Torg), najprej na vzhodni in nato na zahodni strani Tyska Bron.
Prodaja rib se je izvajala tudi neposredno z ribiških čolnov otočja in z velikega splava, imenovanega Flotten, Fiskeflotten ali samo Flåten. Sled so na ulicah zlagali v velike kupe, kar je povzročalo neznosen smrad. 21. maja 1849 so v povezavi s tem, ko je Gustav Adolfs Torg postal paradni trg, prodajo in splav preselili na Rosenlundskanalen in na kraj, ki je dobil tudi ime Fisktorget. Ribiška flota je prihajala in se privezovala sem, redno ob sredah in sobotah.

### Ekmanov predlog
Leta 1870 je J.J. Ekman podal predlog za ribarnico, ki ga je v mestnem svetu sprejel D.O. Francke. Stroške bi kril dividendni sklad Renströmske.
V svojem predlogu Ekman piše: »Göteborška ribarnica in prodaja rib sta že nekaj let predmet zelo upravičene kritike in na splošno velja, da nobena od mestnih javnih ustanov ne potrebuje bolj naše ribarnice in naše ribarnice.« --- »...ta panoga industrije je v razvoju, ki je ne more več zadovoljiti z ustanovami, ki ji jih mesto ponuja.« Nadalje piše: »...tukaj se vse slanovodne ribe prodajajo mrtve in brez kakršnega koli nadzora ali celo pojma, ali so pozimi, pogosto zamrznjene, stare več tednov ali so bile pravkar ujete, da se brezskrbno izvajajo najbolj vprašljive prevare; in da se ribe prodajajo z ulice neposredno iz ulične zemlje in konjskega gnoja. Da bi ustvarili sodobno ribarnico, ki ustreza drugim javnim ustanovam v Göteborgu, lahko predlagam gradnjo ribarnice, kot jo najdemo v večini večjih mest v tujini, kjer vsa maloprodaja poteka pod streho, na kamnitih solnih pultih, opremljenih z vodovodno cevjo za nenehno izpiranje in splakovanje, z manjšimi bazeni za ohranjanje slanih in sladkovodnih rib v živem stanju in z ledenimi rezervoarji za ohranjanje mrtvih, in v drugih pogledih z upoštevanjem nedavnih izumov v tej smeri, ki se uporabljajo v tujini, zlasti v Parizu in Liverpoolu. Ker ni primernejšega mesta, lahko predlagam, da se ta ribarnica zgradi na sedanji ribarnici, po možnosti iz železa, in da se skladišče ledu, pa tudi razkladalno mesto za veleprodajo, postavi na parcela diagonalno nasproti na drugi strani Vallgrafvena, vse po načrtih, ki so zdaj v delu.« Tudi Gospodinjsko društvo je že prej komentiralo pomanjkljivosti: »...nobeno mesto v kraljestvu nima tako slabo organizirane ribje tržnice kot Göteborg«.

### Nepovratna sredstva iz Renströmovega sklada in odločitev mestnega sveta o gradnji
7. decembra 1871 je bilo iz Renströmovega sklada dodeljenih 75.000 kron za "gradnjo namensko zgrajene ribje dvorane na Fisktorgetu, z bližnjimi ustreznimi prostori za shranjevanje ledu in pakiranje rib za nadaljnjo odpremo". Upali so, da se bodo s tem izboljšale higienske razmere. Denar je bil razdeljen v enakih delih po tretjino v aprilu, juliju in oktobru 1872. Imenovan je bil poseben odbor, ki je pregledal in podal mnenje o načrtih ter o tem, kako se bo stavba uporabljala in vzdrževala.

### Po odprtju
Sprva si mnogi ribiči niso mogli privoščiti najema tržnice, okoli preloma stoletja pa se je trgovina z ribami odvijala tudi vzdolž celotnega pomola od Rosenlunda do Hvitfeldtsplatsena. Leta 1923 je bilo odločeno, da sladkovodnih rib in školjk ni mogoče prodajati zunaj na odprtem morju, nakar so se ribiči morali preseliti tja.
Ko je bil leta 1910 v Majnabbeju zgrajen novi Fiskhamnen, se je tja preselila ribja dražba in večina trgovine, vendar je bila Feskekörka do začetka 2020-ih pomembna destinacija za ljubitelje rib. Feskekörka je kmalu postala turistična atrakcija, kjer je bilo mogoče kupiti morsko hrano in jesti v restavracijah, ki so jih v stavbi vodili različni igralci.
24. oktobra 1970 sta se Inger Perwald in Staffan Claesson poročila kot prvi par v "Feskekörki". Poročil ju je Ebbe Hagard.

### Sprememba imena v Feskekörka
Ribja dvorana se je zgodaj v ljudskem govoru kot manifestacija göteborškega humorja imenovala fiskekyrka (feskekôrka), ker je arhitektura spominjala na cerkev. To je dokumentirano v časopisih že v osemdesetih letih 19. stoletja.

## Stavba
Feskekörko je zasnoval göteborški mestni arhitekt Victor von Gegerfelt in ima značilnosti norveških lesenih cerkva z lesenimi stebri in gotskih kamnitih cerkva. Slog je mešanica nacionalnega romantizma in drznega eksperimentiranja z oblikami. Risba je bila narejena tako, da bi lahko stavbo sprva zgradili z osrednjim delom in enim ali več stranskimi loki za 12 prodajalcev, nato pa bi lahko na obeh straneh zgradili dodatne loke. Predlagal je, da »dokler se ne pokaže potreba po večji Fiskhall, je treba stavbo zdaj zgraditi z osrednjim delom in dvema lokoma na vsaki strani oziroma v skupni dolžini 112 čevljev na sredini Fisktorgeta«. Osrednji del s 4 loki za 12 prodajalcev naj bi stal 60.000 riksdalerjev. Ledenica iz opeke z žagovino in pločevinasto streho bi stala 6000 riksdalerjev. Tehtnica, železni stebri s pločevinasto streho bi stali 2500 riksdalerjev. Ograje okoli ledu in lokacije tehtnice »plus morebitna prihodnja gradnja nekaterih stopnic ob pomolu« 6500 riksdalerjev. Skupaj 75.000 riksdalerjev.
Dvorana je bila zgrajena leta 1874 po Gegerfeltovem trikotnem sistemu rešetk, z dvema različno oblikovanima prečnima nosilcema in z možnostjo razširitve stavbe. V notranjosti daje odprta konstrukcija z najmočnejšimi nosilci in brez stranskih ali sredinskih stebrov prostoru edinstven značaj. Dnevna svetloba je prvotno prihajala iz sedmih oken vzdolž vsake dolge stranice in iz dveh velikih dvokapnih oken. Okna so večinoma vgrajena, ker so prodajo rib, ki je prej potekala na pultih na sredini prostora - v letih 1959–63 - premaknili ob straneh, tako da je nastal širok sredinski hodnik.
Fasade so iz rumene opeke, podstavek pa je obložen z apnencem. Stavba je večinoma sestavljena iz strme dvokapne strehe, ki sega skoraj vse do tal, na vsaki daljši strani pa je sedem šilastih obokanih oken. S to konstrukcijo je Gegerfelt lahko ustvaril velik odprt prostor popolnoma brez stebrov. Že ko je bila ribja dvorana nova, je postala znamenitost mesta.

## Spomenik
Utemeljitev za razglasitev spomenika iz leta 2013 navaja, da je Feskekörka popolnoma edinstvena po svoji zasnovi in ena najbolj ikoničnih stavb v Göteborgu z izpostavljeno lokacijo ob kanalu. Dejstvo, da je zdaj razglašena za spomenik, pomeni, da je treba ohraniti fasado, pa tudi poseben značaj stavbe z odprto dvorano in posebno konstrukcijo strehe.

## Prenova stavbe
2. maja 2019 je bilo objavljeno, da Feskekörka potrebuje obsežno prenovo. To je vključevalo fasado, temelje, konstrukcijo ter prezračevalne in notranje klimatske sisteme. Ker je Feskekôrka spomenik, je bilo treba izvesti tudi predhodno preiskavo starin. Ta razglasitev spomenika je pomenila tudi, da je bilo treba prenovo izvesti skrbno. Stavba je bila zaprta od jeseni 2020 do konca prenove.
Sprva ni bilo jasno, kakšna bo prihodnost Feskekörke, a od leta 2021 je jasno, da bo Västkustopplevelser AB kot edini upravljavec in najemnik po prenovi v stavbi opravljal vse restavracijske dejavnosti in lastno prodajo.